# Кремонини, Чезаре
Че́заре Кремони́ни (итал. Cesare Cremonini; 22 декабря 1550, Ченто — 19 июля 1631, Падуя) — итальянский философ и поэт. Убеждённый аристотелист, лидер итальянских перипатетиков и оппонент Галилея.

## Биография
Родился в 1550 году в Ченто (герцогство Модена). Получил образование в Феррарском университете, где подружился с Торквато Тассо и уже в 21 год получил звание профессора философии. После этого преподавал философию на протяжении 57 лет — до 1590 года в Ферраре, а затем в Падуе, где одновременно занимал также кафедру медицины. Не выдвигая оригинальных доктрин, Кремонини позиционировал себя как популяризатор великих философских систем прошлого и в первую очередь идей Аристотеля, которого даже не брался толковать сам, вместо этого используя расширенные комментарии Александра Афродисийского. При этом он рассматривал аристотелевскую философию не как единственно возможную, а как одну из многих, даже несмотря на свою личную приверженность ей.
Кремонини снискал себе у современников высокую репутацию как философ-перипатетик; так, Габриэль Ноде называет его величайшим латинским перипатетиком, «князем философов своей эпохи», гением, «божественным в своей приверженности истине». В то же время другие авторы описывают его как крайнего консерватора, отвергавшего любые идеи, возникшие после эпохи Аристотеля — не только Коперниковскую революцию, но даже и систему Птолемея. Эрнест Ренан, характеризующий весь падуанский аристотелизм как «незначительный» с точки зрения философии, о Кремонини отзывается как о поверхностном эклектисте, «последнем схоласте» и, возможно, человеке, ответственном за крах итальянской перипатетической школы. Кремонини с его упорной приверженностью рационализму и аристотелевской системе мироздания выведен его современником Паоло Гуальдо как один из учёных, принципиально отказывавшихся смотреть в телескоп Галилея. В дальнейшем он часто рассматривался в связи с этим как ретроград и человек, добровольно отвергающий эмпирическое знание, если оно противоречит традициям прошлого.
Несмотря на обязательные ссылки на отцов Церкви, распространённые в науке его времени, философские взгляды Кремонини были не вполне ортодоксальными, что позволило и позднейшим авторам рассматривать его как либертинца и атеиста; в частности, среди исследователей распространено мнение, что он не верил в бессмертие индивидуальной души — что с его точки зрения для существования души обязательна жизнь. С этой точки зрения Лейбниц называл его учеником Аверроэса. Именно этот аспект философии Кремонини стал причиной возбуждения против него в 1604 году дела в падуанском суде инквизиции, однако этот процесс не имел для него существенных последствий, как и ещё два — в 1608 и 1611 годах.
Помимо своей репутации как философа, Кремонини был известным в своё время поэтом и теоретиком поэтики. В связи с этим «Большой универсальный словарь» Ларусса замечает, что его труды, возможно, были бы доходчивее для читателей, если бы он писал их как литератор, а не как учёный.